# Триамид тиофосфорила
Триамид тиофосфорила — неорганическое соединение,
амид тиофосфорной кислоты
с формулой PS(NH2)3,
бесцветные кристаллы.

## Получение
- Реакция раствора аммиака в хлороформе с хлоридом тиофосфорила:

{\displaystyle {\mathsf {PSCl_{3}+6NH_{3}\ {\xrightarrow {-15^{o}C}}\ PS(NH_{2})_{3}+3NH_{4}Cl}}}

## Физические свойства
Триамид тиофосфорила образует бесцветные кристаллы
ромбической сингонии, пространственная группа P bca, параметры ячейки a = 0,9223 нм, b = 0,9538 нм, c = 1,0584 нм, Z = 8,
структура типа
.
Растворяется в холодной воде и метаноле.
Не растворяется в этаноле.

## Химические свойства
- Медленно реагирует с холодной водой, быстро с горячей, с образованием гидротиофосфата диаммония:

{\displaystyle {\mathsf {PS(NH_{2})_{3}+H_{2}O\ {\xrightarrow {}}\ (NH_{4})_{2}HPO_{3}S+NH_{3}}}}